# Чорна дошка

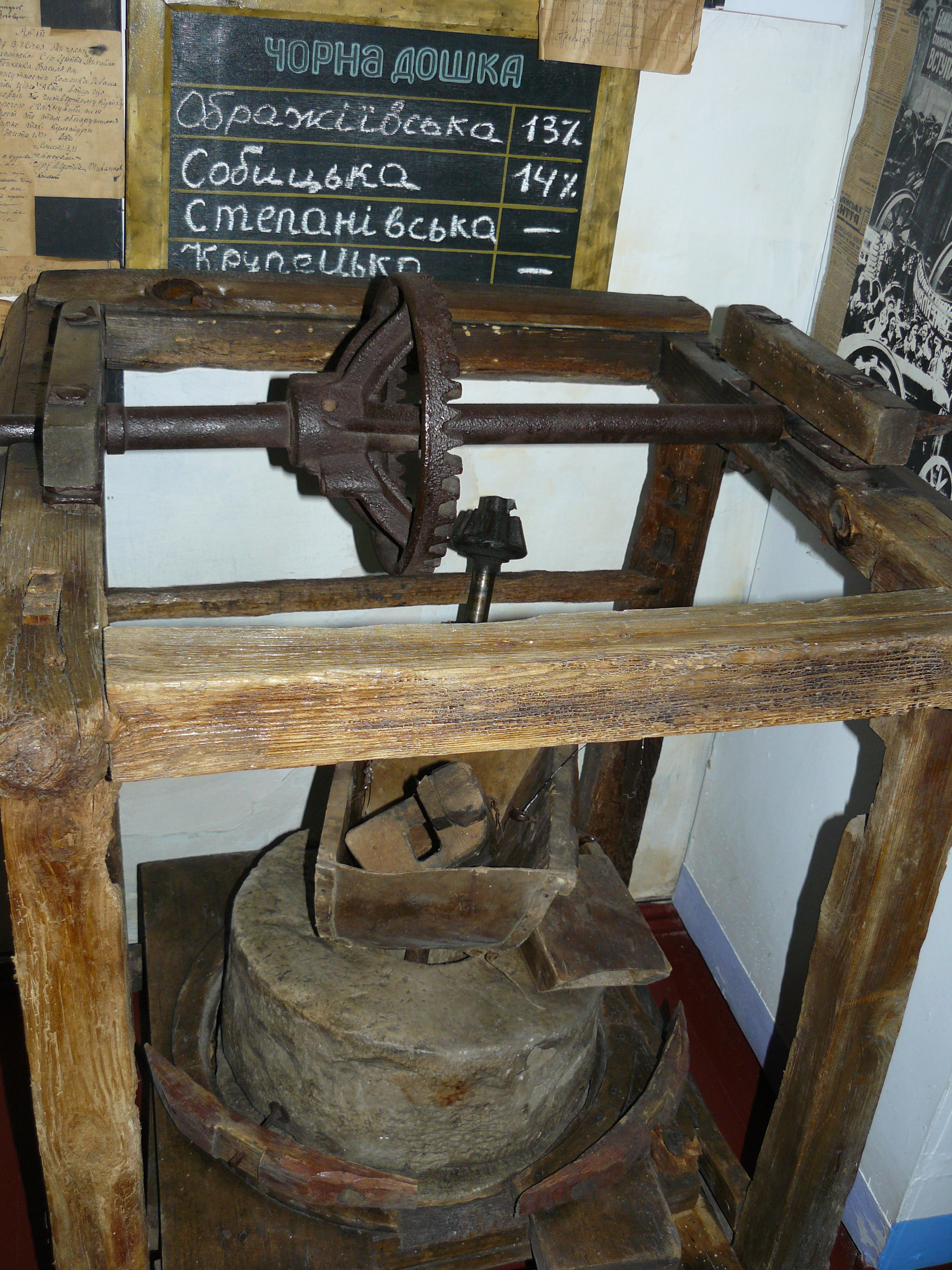
Чорна дошка в експозиції Лебединського історико-краєзнавчого музею

«Чо́рні до́шки» були адміністративно-репресивним засобом колективного покарання, переважно використовуваним в Україні. Режим «чорних дошок» став одним із механізмів Голодомору, що був актом геноциду. Згідно з цим режимом, ЦК КП(б)У обкоми та райкоми партії вносили цілі райони, населені пункти, колгоспи, сільські ради на так звані «чорні дошки», що призначало блокування їх спецзагонами та військами, заборону виїзду населення за межі цих територій та вилучення всіх харчів, а також заборону торгівлі.
Режим «чорних дощок» присвоювався комуністичним режимом населеним пунктам та районам, які чинили опір примусовій колективізації та масовим актам беззаконня влади. Цей режим передбачав повне вилучення харчових продуктів у мешканців села чи цілого району, що призводило до голодної смерті громадян. Також, в рамках «чорних дошок», ускладнювався виїзд по хліб до інших регіонів, позбавлення їжі безробітних і дозоване харчування зайнятих на польових роботах колгоспників. Однією з форм і методів так званої хлібозаготівлі було введення цього режиму в дію.
Також до «чорної дошки» заносили колективи МТС, ліспромгоспи, працівників районних установ (навіть юридичних консультацій, які не мали відношення до сільського господарства), окремих колгоспників за різні причини, такі як відмова працювати, неповинність до праці та інше. «Чорні дошки» стали універсальною зброєю, спрямованою проти всіх мешканців села, використовуваною з метою контролю та пригнічення населення.

## Історія
Поняття «чорна дошка» існувало з часів Російської імперії. Щоправда, було поширено переважно у навчальних закладах.
| Так, 1840–1844 роках у Першій Київській гімназії імена учнів за гарні успіхи у науках записувались на червоній дошці, за одиниці — на чорній. Нічого дивного, що це поняття почали вводити в життя радянського народу й більшовики: воно було образне й ефективне. Але вони робили це не з початку тридцятих років (так би мовити, вже «за Сталіна»), а з початку двадцятих. 26 грудня 1922 року в органі ЦК Всеросійського союзу робітників хіміків «Рабочий-химик» з'явилось повідомлення «На черную доску!» Тут ішлося про те, що на загальних зборах робітників і службовців Краснодарського заводу 30 жовтня 1922 року обговорювали питання про святкування п'ятої річниці «жовтневої революції». Раптом слова попросив якийсь Плаксін. Він сказав, що брати участь у святкових заходах не збирається, оскільки це суперечить його переконанням (свято-бо влаштовують комуністи). Збори ухвалили негайно викинути його з заводу та взагалі членів спілки і «занести гр. Плаксина на черную доску».[3] |
Відомо, що центр визвольної боротьби на Херсонщині в 1917-1923 рр. с. Варварівка був занесений на «чорну дошку» в 1922 році.
За період Голодомору 1932-33 років термін «занесення на чорну дошку» отримав друге дихання та інший зміст: процедуру занесення на «чорну дошку» офіційно визнали як репресивний захід.
Фактично режим «чорної дошки» зводився до створення на території УСРР резервацій з умовами, несумісними з життям.

## Політика репресій

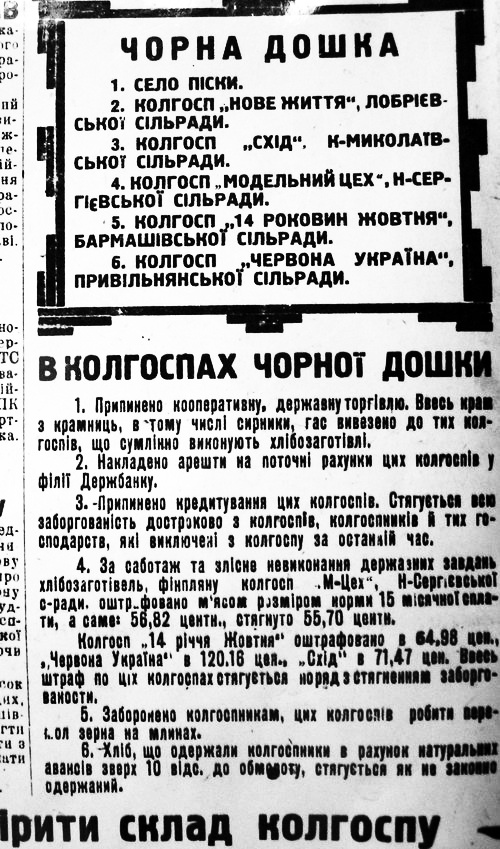
«Чорна дошка» у газеті «Під прапором Леніна» № 150 від 1 січня 1933 — чорний список і карні заходи. В селі Піски Баштанського району від голоду померло більше 600 людей.

Посутньою прикметою Голодомору 1932-33 було занесення того чи іншого села на чорну дошку «за злісний саботаж хлібозаготівель». 6 грудня 1932 року Раднарком і ЦК КП(б)У ухвалили рішення «занести на чорну дошку» кілька сіл — по два на Дніпропетровську, Харківську та Одеську області. Це означало:
| «припинити довіз товарів до цього села, припинити всіляке кредитування, провести дотермінове стягнення кредитів і інших фінансових зобов'язань, перевірити та очистити через органи РСІ кооперативний і державний апарат від чужих і ворожих елементів і перевірити, очистити колгоспи цього села, вилучивши контрреволюційні елементи — організаторів зриву хлібозаготівель».[7] |
На ділі це означало централізовану військову операцію проти цивільних людей, яка закінчувалася убивствами, мародерством, руйнуванням осель.
2 грудня 1932 року Наркомзем звітував про виконання урядових постанов із хлібозаготівель, зазначено, що у Вінницькій області на «чорну дошку» занесено усі села та колгоспи Брацлавського, Липовецького, Любарського, Немирівського, Станіславчицького, Чуднівського, Хмельницького, Тульчинського районів, крім них ще 44 колгоспи та 42 села; у Чернігівській області 13 колгоспів, 38 сіл; у Донецькій області 12 колгоспів, 6 сіл, дві сільські ради; у Дніпропетровській області 228 колгоспів у 44 районах; у Київській 51 колгосп у 48 селах 19 районів; у Харківській області 23 колгоспи в 16 селах 9 районів; в Одеській області 12 колгоспів у 9 районах, в АМСРР два колгоспи та одне село. Того ж дня облвиконкоми порушили клопотання про занесення сіл на всеукраїнську «чорну дошку»: у Вінницькій області 5 сіл, у Київській 12, в Одеській 4.
4 грудня «Вісті» ВУЦВК опублікували статтю, «Чистка сільпарторганізацій почалася», де зазначено, що в Солонянському районі Дніпропетровської області з 29 сільрад «до дня Жовтневих свят записано на чорну дошку 17», які виконали від 6 % до 15 % плану.
6 грудня 1932 — постанова РНК УСРР та ЦК КП(б)У — «за зрив плану хлібозаготівель і злісний саботаж, що його організували куркульські й контрреволюційні елементи, занести на „чорну дошку“ такі села»: с. Вербки Павлоградського району Дніпропетровської області; с. Гаврилівка Межівського району; с. Лютенька Гадяцького району Харківської; с. Кам'яні Потоки Кременчуцького району; с. Свято-Троїцьке Троїцького району Одеської; с. Піски Баштанського району.
Інститут «чорних дощок» існував майже винятково на територіях СРСР, заселених українцями (УСРР, Поволжя, Кубань, Сірий Клин у Казахстані, Донщина). Зокрема крім УСРР цей режим широко застосовувався на Кубані. 1 листопада 1932 р. Л. Каганович «наставляв» місцевих активістів на виконання хлібозаготівельних завдань, вимагав рішучих дій проти саботажників, заперечив будь-які розмови про зменшення плану, навіть виявив диверсійну діяльність з боку голодних українців, які поширювали «куркульські настрої» і розповідали про голод. «Безсумнівно, — наголошував Л. Каганович, — серед прибулих з України були організовані групи, які ведуть роботу, особливо на Кубані, де українська мова. До колгоспів не можна підходити ідеалістично, по-народницькому. Що треба робити? Оголосити на чорну дошку 3~5 станиць, у яких заборонити торгівлю, провести чистку, провести кілька процесів з оприлюдненням у пресі. У 31 провідний район уповноваженими направити відомих людей — членів бюро крайкома, КК, КВКа. Поширити чутки про переселення з Півночі на кубанські землі селян, які краще будуть обробляти кубанські родючі землі». Це лягло в основу доказової бази вчених та криміналістів як одна з ознак цілеспрямованого геноциду українського народу, який не оголошувався офіційно, але впроваджувався де-факто. Прикладом офіційного оголошення може бути телеграма від 23 листопада 1932 року голови ЦКК КП(б)У В. Затонського С. Косіору про застосування репресій у Макарівському районі Київської області. Особисто пропонував провести чистку районної парторганізації та занести на «чорну дошку» села Наливайківка і Фасова.
Натомість у російській історіографії цей факт заведено приховувати під суто географічним поняттям — «голод в земледельческих районах СССР», виводячи за дужки хто ж саме проживав і гинув у цих регіонах. Також в російських джерелах меншою мірою або взагалі заперечуються жертви серед українського населення, роблячи наголос на існуванні інституту чорних дощок в окремих областях РРФСР.

## Перелік населених пунктів України занесених на «Чорні дошки» у 1932—1933 роках
Перелік населених пунктів України занесених на «Чорні дошки» у 1932—1933 роках опубліковано на офіційному вебсайті Українського інституту національної пам'яті з посиланнями на документальні джерела інформації.